# Yemoja

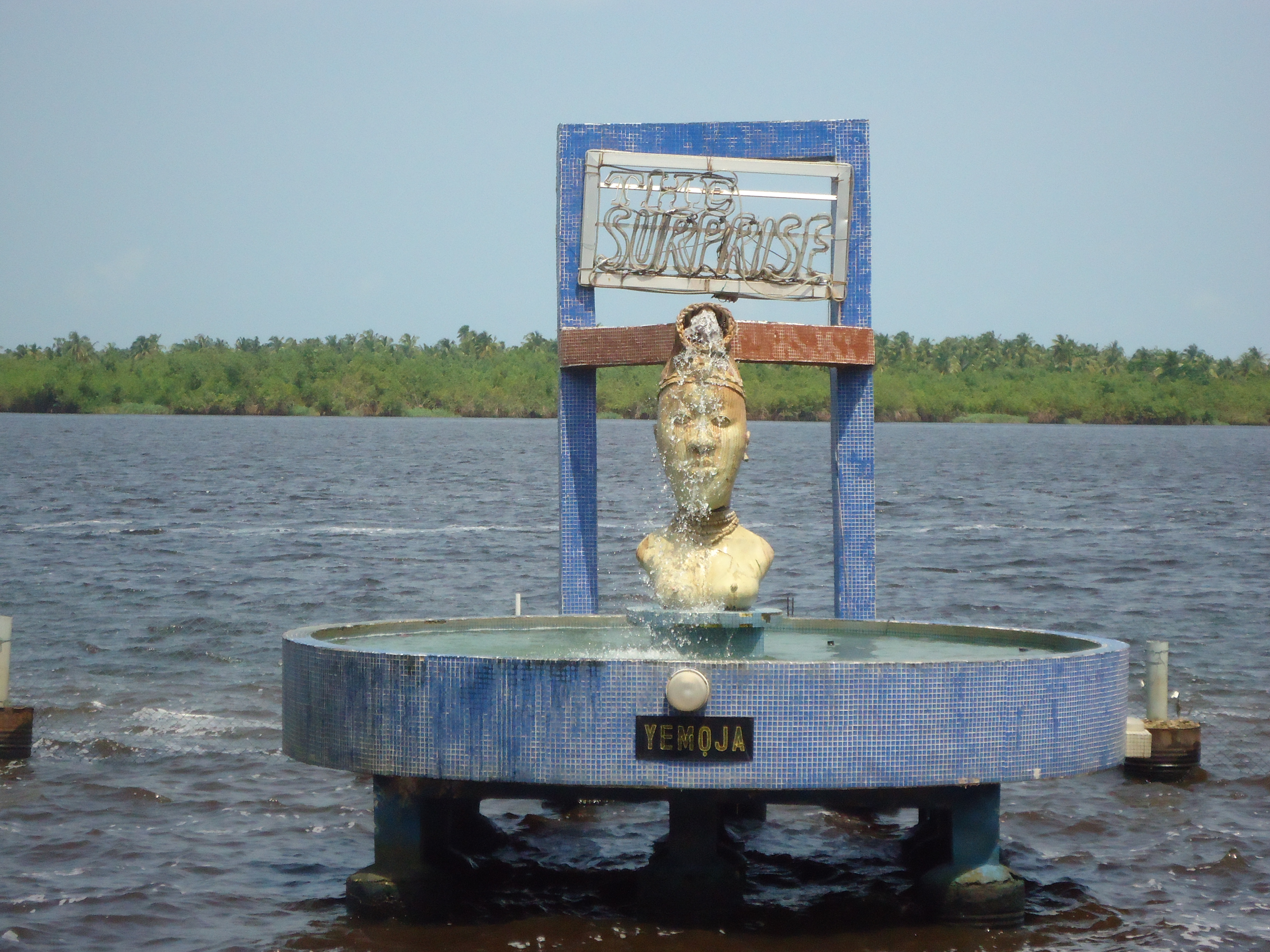
En staty av Yemoja i Badagry i Nigeria.

Yemoja (Yoruba: Yemọja) är en afrikansk vattengudinna i yorubareligionen. Hon har genom den afrikanska diasporan under den transatlantiska slavhandeln kommit att dyrkas inom voodoon och övriga ättlingar till västafrikanska slavar, och ofta identifieras med den katolska Jungfru Maria. 

## Namnvarianter
- Yoruba: Yemọja / Iyemọja / Yemọnja / Iyemọnja
- Portugisiska: Yemanjá, Iemajá, Iemanjá, Janaína, Mãe da Água
- Spanska: Yemayá, Yemoyá, Yemallá, Madre del Agua
- Franska: La Sirène, Mère de L'Eau
- Pidgin/kreolska språk: Mami Wata

## Afrika
Yemoja är i yorubareligionen den första orisha eller gudomen, och mor till de övriga fjorton gudarna.  Hon beskrivs som en moderlig gudinna som skänker tröst och beskydd och tvättar bort sina barns sorger och med förmågan att bota infertilitet, och snäckor symboliserar hennes rikedom.  Som vattnets härskare kan hon dock också visa vrede, vilket symboliseras av vattnets våldsamhet vid översvämningar. 
Yemoja avbildas ofta som en sjöjungfru och associeras med månen, vattnet, snäckor och kvinnliga mysterier. Hon är kvinnors särskilda beskyddare och härskar över allt som berör kvinnor, så som fruktsamhet och förlossning. Hon vakar också över visdomens mysterier och de kollektiva omedvetna. Enligt myten skapades världens alla floder när hennes vatten gick då hon födde de första människorna. 
Hon tillbeds av fiskare och förekommer i en kult där byggnader dekoreras med blommor och snäckor och får flyta ut till havs.